# 小腸 (臟腑)

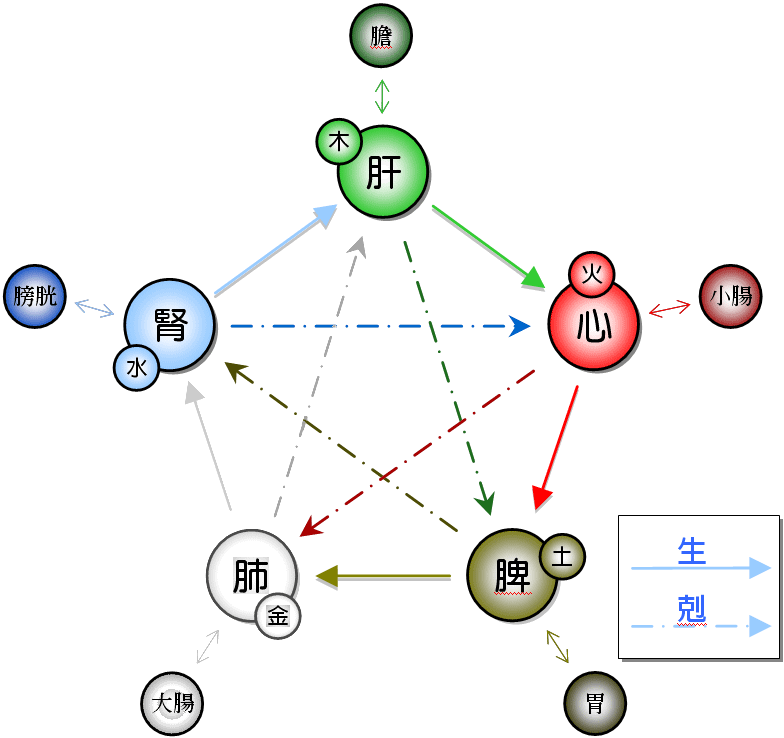
小腸與其他臟腑的生剋關係。

据中医脏象学说，小肠与胆囊、胃、大肠、膀胱、三焦合称“六腑”；而小腸與「心」互為臟腑。主要功能为生化和蓄存精气。
《靈樞．腸胃》對之的描述：「小腸後附脊，在環回周迭積，其注回腸者，亦附於臍上，回運環十六曲，大二寸半，徑人分分之少半，長三丈二尺。」

## 外部連結
- 小腸 中藥方劑圖像數據庫 (香港浸會大學中醫藥學院) （中文）（英文）

## 参看
- 脏象学说（中医理论）